# Léo Courtois
Léo Courtois, de son nom complet Léon-Paul Courtois, est un comédien français né le 24 octobre 1878 à Paris 11e et mort le 18 juillet 1941 dans la même ville.

## Filmographie
- 1911 : Madame Sans-Gêne d'André Calmettes
- 1912 : Les Pardaillan (d'après Les Pardaillan de Michel Zévaco)
- 1913 : Le Médecin malgré lui : Géronte
- 1916 : Les Aventures de Thomas Plumepatte
- 1918 : Le Fils de la nuit de Georges Bourgeois (en 12 épisodes) : Dick le Rouge
- 1923 : Violettes impériales de Henry Roussell
- 1923 : La Gitanilla de André Hugon : le chef
- 1923 : Le Costaud des Épinettes de Raymond Bernard : André Michaud
- 1923 : L'Auberge rouge de Jean Epstein
- 1924 : Château historique de Henri Desfontaines
- 1925 : Un fils d'Amérique d'Henri Fescourt : Van Brook
- 1925 : Jim la Houlette, roi des voleurs de Nicolas Rimsky et Roger Lion : le policier
- 1925 : Madame Sans-Gêne de Léonce Perret : Pérignon
- 1925 : Napoléon d'Abel Gance (en 6 parties) : Carteaux
- 1925 : Paris en 5 jours de Nicolas Rimsky et Pierre Colombier : le guide
- 1925 : Le Prince charmant de Victor Tourjanski : le premier ministre
- 1925 : Sans famille de Georges Monca et Maurice Kéroul (en 6 époques)
- 1927 : Le Sous-marin de cristal de Marcel Vandal
- 1927 : Fleur d'amour de Marcel Vandal
- 1927 : Les Cinq Sous de Lavarède de Maurice Champreux (en 8 épisodes)
- 1929 : Le Capitaine Fracasse de Alberto Cavalcanti : Hérode
- 1930 : Sous les toits de Paris de René Clair : l'inspecteur
- 1930 : La Maison jaune de Rio de Karl Grune et Robert Péguy
- 1931 : L'Anglais tel qu'on le parle de Robert Boudrioz
- 1931 : À nous la liberté de René Clair
- 1931 : Blanc comme neige de Francis A. Elias et Jean Choux : Camille Lemoine
- 1931 : Le Monsieur de minuit de Harry Lachman : l'huissier
- 1931 : Un coup de téléphone de Georges Lacombe : M. Molleton
- 1931 : Paris Béguin d'Augusto Genina : un inspecteur
- 1931 : Le Sergent X de Vladimir Strijevski : Grégoire
- 1931 : Le Million de René Clair
- 1932 : L'Amour et la Veine de Monty Banks : Durand
- 1932 : Les Bleus de l'amour de Jean de Marguenat
- 1932 : Les Gaietés de l'escadron de Maurice Tourneur
- 1932 : Ce cochon de Morin de Georges Lacombe
- 1932 : Le Chasseur de chez Maxim's de Karl Anton
- 1933 : 14 Juillet de René Clair
- 1933 : L'Agonie des aigles de Roger Richebé : Goglu
- 1933 : Nu comme un ver de Léon Mathot : le brigadier
- 1933 : Un gars du milieu, court métrage de Maurice Cammage
- 1933 : Le Coq du régiment de Maurice Cammage : un client du dancing
- 1934 : Sapho de Léonce Perret
- 1934 : Tartarin de Tarascon de Raymond Bernard
- 1935 : Kœnigsmark de Maurice Tourneur
- 1936 : Les Bateliers de la Volga de Vladimir Strijevski
- 1936 : Puits en flammes de Victor Tourjanski
- 1936 : Tarass Boulba d'Alexis Granowsky
- 1936 : À nous deux, madame la vie d'Yves Mirande